# Neophaenis ochraceata
Neophaenis ochraceata là một loài bướm đêm trong họ Noctuidae.